# 로시오리데베데

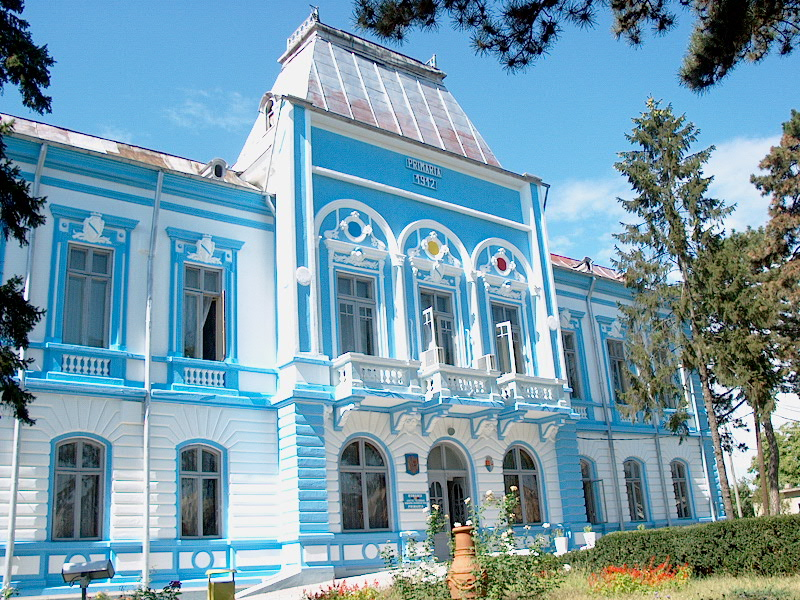
로시오리데베데 시청

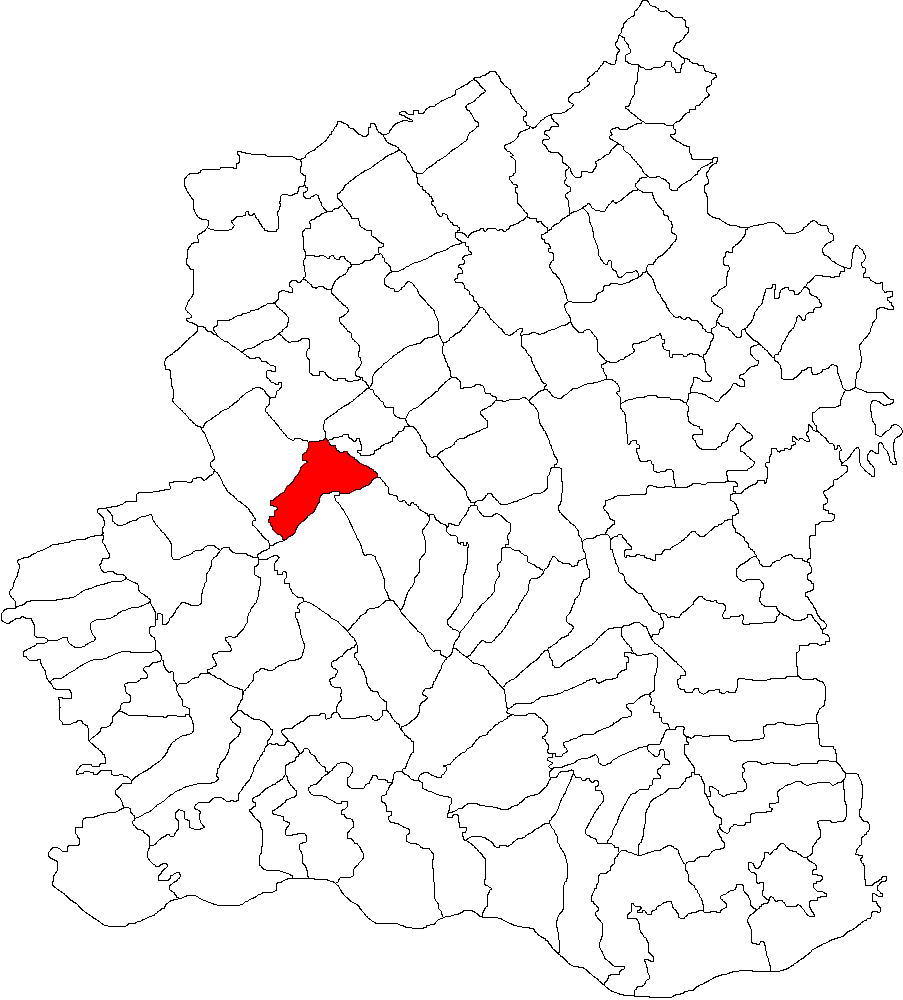
텔레오르만주 지도에 표시된 로시오리데베데의 위치

로시오리데베데(루마니아어: Roșiorii de Vede)는 루마니아 텔레오르만주의 도시로 인구는 24,222명(2011년 기준)이다. 1385년 문헌에 처음 등장했는데 2명의 독일인이 예루살렘 순례에 나서던 도중에 며칠 동안 루세나르트(Russenart) 마을에 머물렀다는 기록이 전한다.

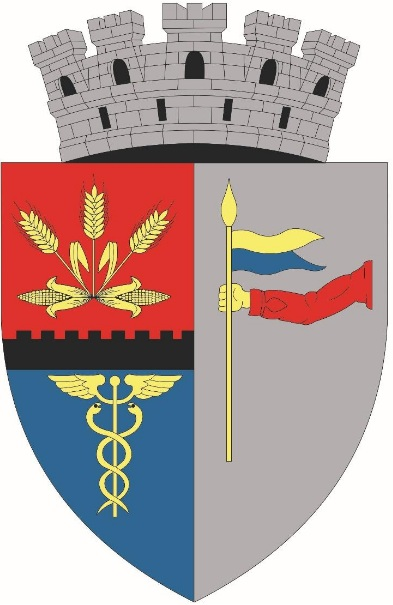
시 문장

## 인구
| 연도              | 인구   | ±%     |
| ----------------- | ------ | ------ |
| 1912              | 10,960 | —      |
| 1930              | 11,453 | +4.5%  |
| 1948              | 14,905 | +30.1% |
| 1956              | 17,320 | +16.2% |
| 1966              | 21,747 | +25.6% |
| 1977              | 28,847 | +32.6% |
| 1992              | 37,640 | +30.5% |
| 2002              | 31,873 | −15.3% |
| 2011              | 24,222 | −24.0% |
| 출처: Census data |        |        |